# Paratriathlon
Paratriatlon is een variant van de triatlon voor atleten met een lichamelijke beperking.
De sport wordt beheerd door World Triathlon (TRI; voorheen bekend als de International Triathlon Union of ITU) en werd voor het eerst gehouden als een Paralympisch evenement tijdens de Paralympische Zomerspelen van 2016 in Rio de Janeiro, Brazilië,.
Bij evenementen die worden gesanctioneerd door World Triathlon, nemen atleten deel aan een paratriatlon over de sprintafstand, met een 750 meter zwemonderdeel, 20 km fietsen met handbikes, fietsen of tandemfietsen met een gids, en een 5 km rolstoel- of hardlooprace. Atleten strijden in negen sportklassen, afhankelijk van de aard van hun fysieke beperkingen, waarbij aanpassingen worden gemaakt aan de traditionele structuur van het evenement in overeenstemming met hun handicap.
Paratriatlon tijdens de Zomerspelen is een sprintrace bestaande uit 750 meter zwemmen, 20 km fietsen en 5 km hardlopen.
Tijdens de Gemenebestspelen van 2018 werd paratriatlon georganiseerd met atleten uit meerdere categorieën, waarbij gespreide starts werden ingevoerd om eerlijke competitie tussen de verschillende categorieën te waarborgen.

## Classificatie

### Classificatiesysteem tot 2014
Tot het seizoen 2014 waren er zeven categorieën:
- TRI 1 – Rolstoelgebruikers. Paraplegie, quadriplegie en andere aandoeningen die het gebruik van een beenaangedreven fiets uitsluiten. Gebruiken een handbike tijdens het fietssegment en een race-rolstoel tijdens het loopsegment.
- TRI 2 – Ernstige beenbeperking, waaronder een amputatie boven de knie. Gebruiken een conventionele fiets en rennen met een prothese boven de knie of met krukken.
- TRI 3 – Les Autres, waaronder atleten met multiple sclerose, spierdystrofie, cerebrale parese, dubbele beenamputatie of verlamming in meerdere ledematen. Gebruiken een conventionele fiets of driewieler en rennen met beugels of prothesen.
- TRI 4 – Armbeperkingen, waaronder verlamming, amputatie of andere aandoeningen in één of beide armen. Gebruiken een conventionele fiets en mogen beugels, prothesen of slings gebruiken tijdens het fietsen en/of lopen.
- TRI 5 – Matige beenbeperking, waaronder amputatie onder de knie. Gebruiken een conventionele fiets en mogen rennen met beugels of prothesen.
- TRI 6a – Visuele beperking, totale blindheid of de mogelijkheid om licht waar te nemen, maar zonder de vorm van een hand te herkennen op enige afstand of in een bepaalde richting. Wedstrijden met een gids van hetzelfde geslacht en gebruik van een tandemfiets.
- TRI 6b – Visuele beperking, gezichtsscherpte van minder dan 6/60 of een gezichtsveld van minder dan 40 graden met correctie. Wedstrijden met een gids van hetzelfde geslacht en gebruik van een tandemfiets.

### Classificatiesysteem 2014–2016
De ITU heeft het classificatiesysteem voor paratriatlon herzien ter voorbereiding op de debuut van de sport tijdens de Paralympische Zomerspelen van 2016. De ITU stelde een Paratriathlon Classification Research Group samen om een op bewijs gebaseerd en sportspecifiek classificatiesysteem te ontwikkelen, gebaseerd op werk in zwemmen, wielrennen en atletiek.
Het resultaat van dit onderzoek was een nieuw classificatiesysteem, dat tijdens het seizoen 2014 werd geïmplementeerd. Er waren vijf klassen; PT1 tot PT4 waren voor atleten met verschillende mobiliteitsbeperkingen, waarbij PT1 voor de meest beperkte atleten was en PT4 voor de minst beperkte. PT5 was voor atleten met een visuele beperking.
- PT1 – Atleten met mobiliteitsbeperkingen zoals spierkrachtverlies, ledemaatdeficiëntie, hypertonie, ataxie of athetose, waardoor ze niet in staat zijn om veilig te rennen of te fietsen. Ze moeten een classificatiescore hebben van maximaal 640,0 punten. Atleten moeten tijdens het fietssegment een liggende handbike gebruiken en tijdens het loopsegment een race-rolstoel.
- PT2 – Atleten met mobiliteitsbeperkingen zoals spierkrachtverlies, ledemaatdeficiëntie, hypertonie, ataxie of athetose, met een classificatiescore tot 454,9 punten. Geamputeerden mogen goedgekeurde prothesen of ondersteunende hulpmiddelen gebruiken tijdens het fiets- en loopsegment.
- PT3 – Atleten met mobiliteitsbeperkingen zoals spierkrachtverlies, ledemaatdeficiëntie, hypertonie, ataxie of athetose, met een classificatiescore van 455,0 tot 494,9 punten. Atleten mogen goedgekeurde prothesen of ondersteunende hulpmiddelen gebruiken tijdens het fiets- en loopsegment.
- PT4 – Atleten met mobiliteitsbeperkingen zoals spierkrachtverlies, ledemaatdeficiëntie, hypertonie, ataxie of athetose, met een classificatiescore van 495,0 tot 557,0 punten. Atleten mogen goedgekeurde prothesen of ondersteunende hulpmiddelen gebruiken tijdens het fiets- en loopsegment.
- PT5 – Atleten met een visuele beperking. Alle niveaus van visuele beperking, zoals gedefinieerd door de IBSA/IPC subklassen B1, B2 en B3, worden in deze klasse samengevoegd. Atleten moeten tijdens de hele race een zichtgids van hetzelfde geslacht en dezelfde nationaliteit hebben en tijdens het fietssegment een tandemfiets gebruiken.

### Classificatiesysteem van 2017
De ITU heeft het classificatiesysteem voor paratriatlon herzien na de Paralympische Zomerspelen van 2016. Er zijn negen sportklassen die strijden in zes medaille-evenementen:
- PTWC1 – Meest beperkte rolstoelgebruikers. Atleten moeten een liggende handbike gebruiken tijdens het fietsgedeelte en een race-rolstoel tijdens het loopgedeelte. Dit omvat atleten met vergelijkbare beperkingen in activiteiten en een beperking van, maar niet beperkt tot, spierkracht, ledemaatdeficiëntie, hypertonie, ataxie of athetose.
- PTWC2 – Minst beperkte rolstoelgebruikers. Atleten moeten een liggende handbike gebruiken tijdens het fietsgedeelte en een race-rolstoel tijdens het loopgedeelte. Dit omvat atleten met vergelijkbare beperkingen in activiteiten en een beperking van, maar niet beperkt tot, spierkracht, ledemaatdeficiëntie, hypertonie, ataxie of athetose.
- PTS2 – Ernstige beperkingen. Tijdens zowel het fiets- als het loopgedeelte mogen atleten met amputaties goedgekeurde prothesen of andere ondersteunende hulpmiddelen gebruiken. Dit omvat atleten met vergelijkbare beperkingen in activiteiten en een beperking van, maar niet beperkt tot, ledemaatdeficiëntie, hypertonie, ataxie, athetose, verminderde spierkracht of bewegingsbereik.
- PTS3 – Aanzienlijke beperkingen. Tijdens zowel het fiets- als het loopgedeelte mogen atleten met amputaties goedgekeurde prothesen of andere ondersteunende hulpmiddelen gebruiken. Dit omvat atleten met vergelijkbare beperkingen in activiteiten en een beperking van, maar niet beperkt tot, ledemaatdeficiëntie, hypertonie, ataxie, athetose, verminderde spierkracht of bewegingsbereik.
- PTS4 – Gematigde beperkingen. Tijdens zowel het fiets- als het loopgedeelte mogen atleten met amputaties goedgekeurde prothesen of andere ondersteunende hulpmiddelen gebruiken. Dit omvat atleten met vergelijkbare beperkingen in activiteiten en een beperking van, maar niet beperkt tot, ledemaatdeficiëntie, hypertonie, ataxie, athetose, verminderde spierkracht of bewegingsbereik.
- PTS5 – Milde beperkingen. Tijdens zowel het fiets- als het loopgedeelte mogen atleten met amputaties goedgekeurde prothesen of andere ondersteunende hulpmiddelen gebruiken. Dit omvat atleten met vergelijkbare beperkingen in activiteiten en een beperking van, maar niet beperkt tot, ledemaatdeficiëntie, hypertonie, ataxie, athetose, verminderde spierkracht of bewegingsbereik.
- PTVI1 – Inclusief atleten die volledig blind zijn, van geen lichtperceptie in beide ogen tot enige lichtperceptie. Een gids is verplicht gedurende de hele race. Atleten moeten een tandem gebruiken tijdens het fietsgedeelte. De gids moet van hetzelfde geslacht en dezelfde nationaliteit zijn en is verplicht tijdens de hele race.
- PTVI2 – Inclusief atleten met een ernstiger visuele beperking. Een gids is verplicht gedurende de hele race. Atleten moeten een tandem gebruiken tijdens het fietsgedeelte. De gids moet van hetzelfde geslacht en dezelfde nationaliteit zijn en is verplicht tijdens de hele race.
- PTVI3 – Inclusief atleten met een minder ernstige visuele beperking. Een gids is verplicht gedurende de hele race. Atleten moeten een tandem gebruiken tijdens het fietsgedeelte. De gids moet van hetzelfde geslacht en dezelfde nationaliteit zijn en is verplicht tijdens de hele race.